# Wydział Zarządzania Politechniki Wrocławskiej
Wydział Zarządzania (W-8) Politechniki Wrocławskiej – jednostka naukowo-dydaktyczna Politechniki Wrocławskiej, która powstała 1 września 1968 roku pod nazwą Wydział Inżynieryjno-Ekonomiczny. W tamtym okresie był jedyną jednostką uczelnianą w Polsce, kształcącą specjalistów w dyscyplinach ekonomicznych i informatycznych. W 1972 roku przyjęto nazwę Wydział Informatyki i Zarządzania. Obowiązywała ona do 15 września 2021 roku, kiedy to przyjęto obecną nazwę. Zmiana spowodowana była przejściem katedr związanych z informatyką na nowo tworzony Wydział Informatyki i Telekomunikacji.
Wydział prowadzi zajęcia dydaktyczne na dwóch kierunkach: Zarządzanie oraz Inżynieria Zarządzania. Jednostka posiada uprawnienia do nadawania stopnia doktora i doktora habilitowanego w dyscyplinie nauk o zarządzaniu.

## Struktura wydziału[4]
- Katedra Badań Operacyjnych i Inteligencji Biznesowej (K43W08ND12)
- Katedra Organizacji i Zarządzania (K47W08ND12)
- Katedra Systemów Zarządzania i Rozwoju Organizacji (K48W08ND12)
- Katedra Zarządzania Projektami, Jakością i Logistyką (K84W08ND12)
- Katedra Studiów nad Nauką, Techniką i Społeczeństwem (K94W08ND00)

## Władze wydziału
- Dziekan dr hab. inż. Anna Kowalska-Pyzalska, prof. uczelni
- Prodziekan ds. rozwoju i współpracy dr Bogdan Balicki
- Prodziekan ds. kształcenia dr hab. inż. Edyta Ropuszyńska-Surma, prof. uczelni
- Prodziekan ds. społecznych dr inż. Joanna Iwko
- Prodziekan ds. studenckich dr inż. Mariusz Mazurkiewicz, prof. uczelni

## Wydawnictwa
- Operations Research and Decisions (ORD)

## Absolwenci
Zbigniew Jagiełło

## Adres
Wydział Zarządzania
ul. Łukasiewicza 5
50-371 Wrocław